# الحظيرة الوطنية للقالة
محمية القالة الوطنية هي إحدى لحدائق الوطنية في الجزائر، تقع في أقصى الشمال الشرقي من البلاد. تضم المحمية العديد من البحيرات (بما في ذلك بحيرة طونغا التي تشترك بالاسم، لكن لا ترتبط إطلاقا بدولة تونغا) وفيها نظام بيئي فريد من نوعه في حوض البحر المتوسط. ولقد تم إنشاؤها في عام 1983، وتم الاعتراف بها كمحمية محيط حيوي من قبل منظمة اليونسكو في عام 1990.
الحديقة مهددة بسبب إنشاء طريق سريع في الجزائر والذي من شأنه تهديد حياة الحيوانات والنباتات النادرة في الحديقة، ولقد اقترح أن يتجنب مسار الطريق السريع هذه المنطقة وأن ينتقل إلى الجنوب.
إن حديقة القالة الوطنية هي موطن لأربعين نوعا من الثدييات و25 نوعا من الطيور الجارحة و64 من طيور المياه العذبة وتسع أنواع من الطيور البحرية. وكذلك الأيل البربري موجود بكثرة في هذه الحديقة.

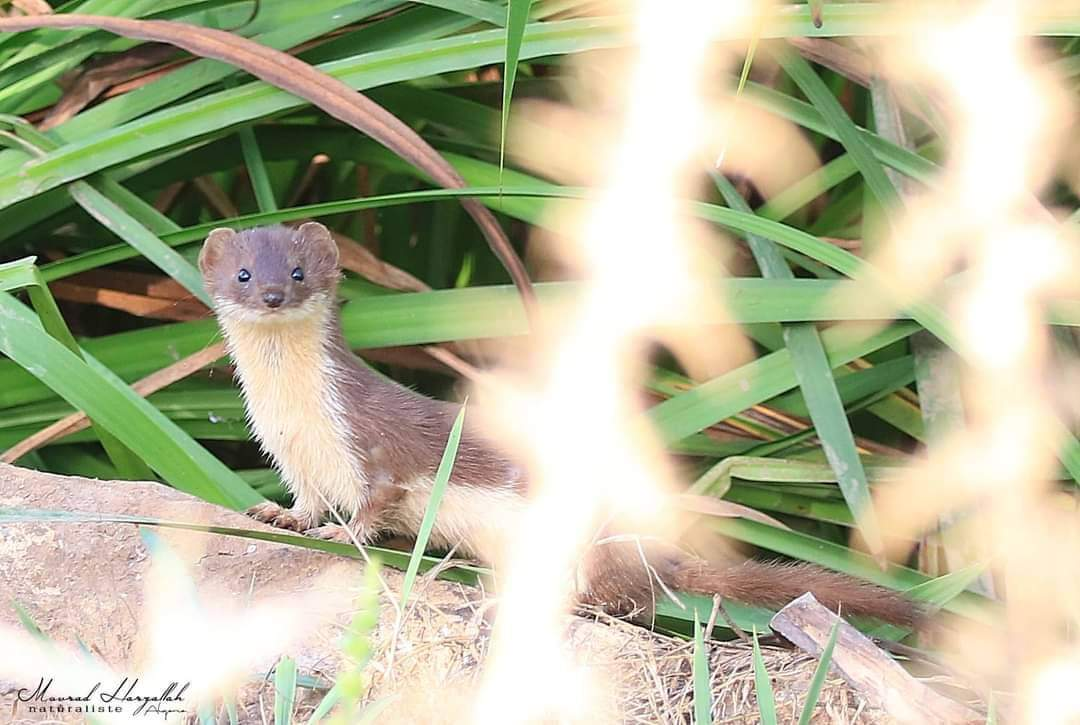
قاقم في القالة

ويزور الحديقة نحو 30000 زائر سنويا.

## وصلات خارجية
- بيانات الحديقة على موقع برنامج الأمم المتحدة للبيئة-المركز العالمي لرصد حفظ الطبيعة
- (الفرنسية) عريضة من أجل الحفاظ على الحديقة
- (الفرنسية) موقع على الإنترنت حول الحديقة مع خريطة